# Estación de Épinal
La estación de Épinal (en francés: Gare d'Épinal) es una estación de ferrocarril que da servicio a la ciudad de Épinal, Vosgos, Francia. La estación es propiedad de SNCF y está operada por esta misma empresa. Cuenta con servicio de trenes TGV y TER. En 2018 la estación recibió 1.013.669 pasajeros.